# Sporobuliminella
Sporobuliminella es un género de foraminífero bentónico de la familia Turrilinidae, de la superfamilia Turrilinoidea, del suborden Buliminina y del orden Buliminida. Su especie tipo es Sporobuliminella stainforthi. Su rango cronoestratigráfico abarca el Cretácico superior.

## Discusión
Clasificaciones previas incluían Sporobuliminella en el suborden Rotaliina del orden Rotaliida.

## Clasificación
Sporobuliminella incluye a la siguiente especie:
- Sporobuliminella stainforthi †